# William Kirkcaldy of Grange

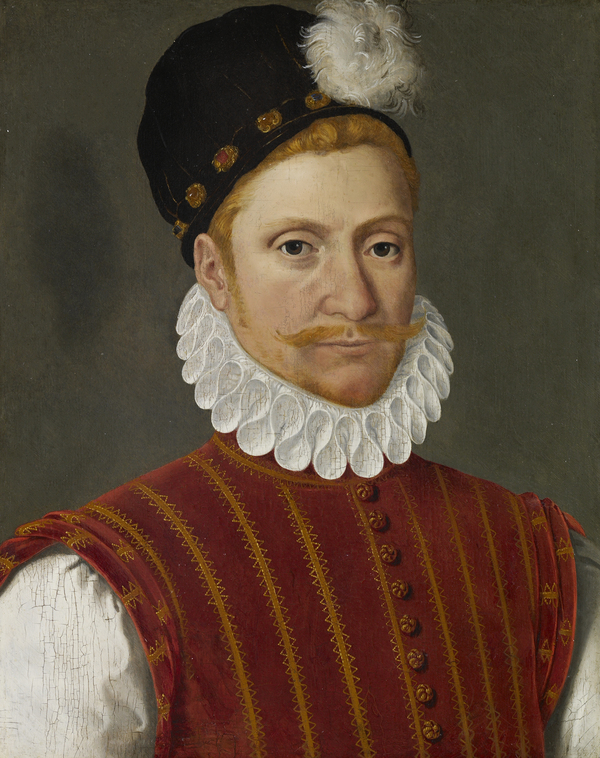
Sir William, 1556, von François Clouet

Sir William Kirkcaldy of Grange (* 1520 in Grange; † 3. August 1573 in Edinburgh) war ein schottischer Politiker und Feldherr. Er entstammte einem in Fife ansässigen schottischen Adelsgeschlecht und war der älteste Sohn von James Kirkcaldy of Grange († 1556), der von 1537 bis 1543 Schatzkanzler von Schottland (Lord High Treasurer of Scotland) war. William war als Hauptbefehlshaber maßgeblich beteiligt an den entscheidenden Siegen des aufständischen schottischen Adels gegen Maria Stuart bei Carberry Hill (1567) und Langside (1568).

## Leben
William Kirkcaldy of Grange soll an der Ermordung David Beatons am 29. Mai 1546 in St Andrews beteiligt gewesen sein. Danach verteidigte er mit den Castilians das Schloss St Andrews gegen die Truppen des schottischen Regenten James Hamilton, 2. Earl of Arran. Nach der Einnahme des Schlosses durch französische Truppen im Juli 1547 wurde Kirkcaldy als Gefangener in die Normandie gebracht. Dort musste er sich bis 1550 aufhalten. Während seines Aufenthaltes in Frankreich arbeitete Kirkcaldy als Agent für England. 1557 durfte er nach Schottland zurückkehren und schloss sich den protestantischen Lords of the Congregations um Lord James Stewart, dem späteren Earl of Moray, an. Aber Kirkcaldy wechselte später die Seiten und unterstützte die Regentin Maria de Guise.
Kritisch schrieb Kirkcaldy am 1. Juli 1559 an den Engländer Henry Percy: „Die Art unserer Reformation ist diese, die Klöster niederzureißen und dabei das Gebetbuch des frommen Königs Eduard VI. in die Hand zu nehmen.“
Seit 1561 diente Kirkcaldy Maria Stuart als Feldherr. Er beteiligte sich am Feldzug Maria Stuarts und James Stewarts, jetzt Earl of Moray, vom September bis Oktober 1562 gegen George Gordon, 4. Earl of Huntly. Aufgrund der Eheschließung zwischen Maria Stuart und Henry Stewart, Lord Darnley, beteiligte sich Kirkcaldy im August und September 1565 am Aufstand Morays gegen die Königin. Nach der Niederschlagung des Aufstandes beschlagnahmte die Königin Kirkcaldys Besitztümer.
Am 15. Juni 1567 zogen Aufständische unter Führung von James Douglas, 4. Earl of Morton und Kirkcaldy aus Edinburgh in Richtung Musselburgh. Wenige Stunden später bezogen die Truppen Maria Stuarts unter dem Befehl Bothwells ihre Stellung bei Carberry Hill. Kirkcaldys Truppen schlugen die Truppen der Königin. Zwei Tage später  wurde Maria Stuart auf Loch Leven Castle gefangengesetzt und am 24. Juli zur Abdankung zugunsten ihres einjährigen Sohnes James, Jakob VI., gezwungen. Am 2. Mai 1568 gelang ihr die Flucht. Innerhalb weniger Tage konnten die ihr verbliebenen Gefolgsmänner eine etwa 6.000 Mann starke Armee mobilisieren. Der Regent Moray und Kirkcaldy führten sofort ihre Truppen gegen die von Archibald Campbell befehligte Armee Maria Stuarts. Am 13. Mai 1568 wurden die Truppen der Königin in der Schlacht bei Langside besiegt. In dieser Schlacht bewährte sich William Kirkcaldy of Grange als herausragender und umsichtiger Feldherr.
Nach der Ermordung des Regenten Moray am 23. Januar 1570 brach in Schottland der Krieg zwischen dem König Jakob VI. und den Anhängern Marias aus. Unter dem Einfluss von William Maitland of Lethington näherte sich Kirkcaldy der Partei der Königin an. Seit August 1572 verteidigten Kirkcaldy und Maitland das Edinburgh Castle gegen die Anhänger des Königs. Mit Hilfe englischer Truppen konnte der schottische Regent Morton das Edinburgh Castle im Mai 1573 einnehmen. Am 3. August 1573 wurde William Kirkcaldy of Grange in Edinburgh öffentlich gehängt.